# 北京宣言 (1995年)
《北京宣言》是联合国在1995年9月15日第四次世界妇女大会结束时通过的一项决议。

## 全文
宣言
1. 我们参加第四次妇女问题世界会议的各国政府；
2. 于1995年9月，联合国成立五十周年的这一年，聚集在北京；
3. 决心为了全人类的利益，为世界各地的所有妇女促进平等、发展与和平的目标；
4. 听悉世界各地所有妇女的呼声，并注意到妇女及其作用和情况的多种多样，向开路奠基的妇女致敬，并受到世界青年所怀希望的鼓舞；
5. 确认过去十年来妇女在某些重要方面的地位有所提高，但进展并不均衡，男女仍然不平等，重大障碍仍然存在，给所有人的福祉带来严重后果；
6. 还确认源于国家和国际范围的贫穷日增，影响到世界上大多数人民、尤其是妇女和儿童的生活，使这种情况更加恶化；
7. 毫无保留地致力于克服这些限制和障碍，从而进一步提高世界各地妇女的地位并赋予她们权力，并同意这需要本着决心、希望、合作和团结的精神，现在就采取紧急行动，把我们带进下一个世纪。
我们重申承诺：
8. 致力于男女的平等权利和固有的人的尊严以及《联合国宪章》所揭示的其他宗旨和原则，并奉行《世界人权宣言》和其他国际人权文书、尤其是《消除对妇女一切形式歧视公约》和《儿童权利公约》以及《消除对妇女的暴力行为宣言》和《发展权利宣言》；
9. 确保充分贯彻妇女和女童的人权，作为所有人权和基本自由的一个不可剥夺、不可缺少、不可分割的组成部分；
10. 在联合国历次专题会议和首脑会议——1985年在内罗毕举行的妇女问题会议、1990年在纽约举行的儿童问题首脑会议、1992年在里约热内卢举行的环境与发展会议、1993年在维也纳举行的人权会议、1994年在开罗举行的人口与发展会议和1995年在哥本哈根举行的社会发展问题首脑会议——所取得的协商一致意见和进展的基础上再接再厉，以求实现平等、发展与和平；
11. 使《提高妇女地位内罗毕前瞻性战略》得到充分和有效的执行；
12. 赋予妇女权力和提高妇女地位，包括思想、良心、宗教和信仰自由的权利，从而满足男女个人或集体的道德、伦理、精神和思想需要，并且因此保证他们有可能在社会上发挥其充分潜力，按照自己的期望决定其一生。
我们深信：
13. 赋予妇女权力和她们在平等基础上充分参加社会所有领域，包括参加决策进程和掌握权力的机会，是实现平等、发展与和平的基础；
14. 妇女的权利就是人权；
15. 平等权利、机会和取得资源的能力，男女平等分担家庭责任和他们和谐的伙伴关系，对他们及其家庭的福祉以及对巩固民主是至关重要的；
16. 在持续的经济增长、社会发展、环境保护和社会正义的基础上消灭贫穷，需要妇女参加经济和社会发展、男女有平等的机会并作为推动者和受益者充分和平等地参加以人为中心的可持续发展；
17. 明白确认和重申所有妇女对其健康所有方面特别是其自身生育的自主权，是赋予她们权力的根本；
18. 地方、国家、区域和全球的和平是可以实现的，是与提高妇女地位不可分开地联系在一起的，因为妇女是在所有各级领导、解决冲突和促进持久和平的基本力量；
19. 必须在妇女充分参加下，设计、执行和监测在所有各级实施的、有利于赋予妇女权力和提高妇女地位的切实有效而且相辅相成的对性别问题敏感的政策和方案；
20. 民间社会所有行动者，特别是妇女团体和网络以及其他非政府组织和社区组织，在其自主权获得充分尊重的情况下，与各国政府合作作出参与和贡献，对有效执行《行动纲要》并采取后续行动十分重要；
21. 《行动纲要》的执行需要各国政府和国际社会作出承诺。各国政府和国际社会作出国家和国际行动承诺，包括在世界会议上作出承诺，就是确认有必要为赋予妇女权力和提高妇女地位采取优先行动。
我们决心：
22. 加强努力和行动，以期在本世纪末前实现《提高妇女地位内罗毕前瞻性战略》的目标；
23. 确保妇女和女童充分享有一切人权和基本自由，并且采取有效行动，防止这些权利和自由受到侵犯；
24. 采取一切必要措施，消除对妇女和女童的一切形式歧视，并移除实现两性平等、提高妇女地位和赋予妇女权力的一切障碍；
25. 鼓励男子充分参加所有致力于平等的行动；
26. 促进妇女经济独立，包括就业，并通过经济结构的变革针对贫穷的结构性原因，以消除妇女持续且日益沉重的贫穷负担，确保所有妇女、包括农村地区的妇女作为必不可少的发展推动者，能平等地获得生产资源、机会和公共服务；
27. 通过向女孩和妇女提供基本教育、终生教育、识字和培训及初级保健，促进以人为中心的可持续发展，包括持续的经济增长；
28. 采取积极步骤，确保提高妇女地位有一个和平的环境，认识到妇女在和平运动中发挥的领导作用，积极致力在严格和有效国际监督下实现全面彻底裁军，支持进行谈判，以便无拖延地缔结一项有助于核裁军和防止核武器所有方面扩散的普遍的、可以多边和有效核查的全面核禁试条约；
29. 防止和消除对妇女和女孩的一切形式歧视；
30. 确保男女在教育和保健方面机会均等和待遇平等，并增进妇女的性健康和生殖健康以及性教育和生殖教育；
31. 促进和保护妇女和女孩的所有人权；
32. 加强努力以确保在权力赋予和地位提高方面由于种族、年龄、语言、族裔、文化、宗教或残疾或由于是土著人民而面对重重障碍的所有妇女和女孩平等享有一切人权和基本自由；
33. 确保尊重国际法包括人道主义法，以保护妇女和尤其是女孩；
34. 使女孩和所有年龄的妇女发展最充分的潜能，确保她们充分、平等地参加为人人建立一个更美好的世界，并加强她们在发展进程中的作用。
我们决心：
35. 确保妇女有平等机会取得经济资源，包括土地、信贷、科技、职业培训、信息、通讯和市场，作为进一步提高妇女和女孩地位并赋予她们权力的手段，包括特别是以国际合作方式，增强她们享有以平等机会取得这些资源的利益的能力；
36. 确保《行动纲要》取得成功，这将需要各国政府、各国际组织和机构在所有各级作出强有力的承诺。我们深信，经济发展、社会发展和环境保护是可持续发展的相互依赖和相辅相成的组成部分，而可持续发展是我们致力为所有人民取得更高生活素质的框架。公平的社会发展承认必须赋予贫穷人民、尤其是生活于贫穷之中的妇女权力，使其可持续地利用环境资源，这种社会发展乃是可持续发展的一个必要基础。我们还承认，在可持续发展范围内实现基础广泛的持续经济增长，是维持社会发展和社会正义所不可少的。《行动纲要》若要成功，还将需要在国家和国际两级调集足够资源以及从所有现有供资机制，包括多边、双边和私人来源，向发展中国家提供新的、更多的资源，用以提高妇女地位;为加强国家、分区域、区域和国际机构的能力提供财政资源;对平等权利、平等责任和平等机会以及对男女平等参加所有国家、区域和国际机构和政策制订进程作出承诺;在所有各级设立或加强对全世界妇女负责的机制；
37. 还确保《行动纲要》在转型期经济国家取得成功，这将需要国际继续合作和给予援助；
38. 我们以各国政府的名义特此通过和承诺执行以下《行动纲要》，确保在我们所有的政策和方案之中体现性别观点。我们敦促联合国系统、为区域和国际金融机构、其他有关区域和国际机构和所有男女、非政府组织在其自主权获得充分尊重的情况下、以及民间社会所有部门，与各国政府合作，作出充分承诺，协助执行本《行动纲要》。

## 拓展阅读
- Cullen-DuPont, Kathryn. Encyclopedia of Women's History in America (Infobase Publishing, 2009) pp 24–25